# Drogsjön
Drogsjön är en sjö i Bräcke kommun i Jämtland och ingår i Ljungans huvudavrinningsområde. Sjön är 13,9 meter djup, har en yta på 0,948 kvadratkilometer och är belägen 203 meter över havet. Sjön avvattnas av vattendraget Gimån.

## Delavrinningsområde
Drogsjön ingår i det delavrinningsområde (696026-152409) som SMHI kallar för Utloppet av Drogsjön. Medelhöjden är 248 meter över havet och ytan är 5,13 kvadratkilometer. Räknas de 285 avrinningsområdena uppströms in blir den ackumulerade arean 2 850,86 kvadratkilometer. Gimån som avvattnar avrinningsområdet har biflödesordning 2, vilket innebär att vattnet flödar genom totalt 2 vattendrag innan det når havet efter 113 kilometer. Avrinningsområdet består mestadels av skog (70 procent). Avrinningsområdet har 0,98 kvadratkilometer vattenytor vilket ger det en sjöprocent på 19 procent.